# Án lệ 31/2020/AL
Án lệ 31/2020/AL về xác định quyền thuê nhà, mua nhà thuộc sở hữu của Nhà nước theo Nghị định số 61/CP ngày 5 tháng 7 năm 1994 của Chính phủ là quyền tài sản là án lệ công bố thứ 31 thuộc lĩnh vực dân sự của Tòa án nhân dân tối cao tại Việt Nam, được Hội đồng Thẩm phán Tòa án nhân dân tối cao thông qua, Chánh án Tối cao Nguyễn Hòa Bình ra quyết định công bố ngày 25 tháng 2 năm 2020, và có hiệu lực cho tòa án các cấp trong cả nước nghiên cứu, áp dụng trong xét xử từ ngày 15 tháng 4 năm 2020. Án lệ 31 dựa trên nguồn là Quyết định giám đốc thẩm số 19 ngày 10 tháng 4 năm 2018 của Hội đồng Thẩm phán Tòa án nhân dân tối cao về vụ án tranh chấp chia tài sản chung về việc mua hóa giá nhà tại Thành phố Hồ Chí Minh, nội dung xoay quanh nhà ở thuộc sở hữu của Nhà nước; mua hóa giá nhà; tài sản và quyền tài sản. Án lệ này do Vụ Pháp chế và Quản lý khoa học Tòa án nhân dân tối cao đề xuất.
Trong vụ việc, nguyên đơn Nguyễn Thị H đệ đơn khởi kiện bị đơn là em nuôi Nguyễn Thị Kim L về việc tranh chấp tài sản được xem là di sản để lại của bố ruột nguyên đơn, tức bố nuôi của bị đơn. Đối tượng chính của vụ án là mảnh đất gồm quyền sở hữu và quyền sử dụng đất đối với mảnh đất được cấp cho sĩ quan quân đội của Quân khu 7, được gia đình sử dụng nhiều năm, tiến hành quá trình giao nhà, mua hóa giá nhà, chịu ảnh hưởng của Nghị định số 61/CP ngày 5 tháng 7 năm 1994 của Chính phủ về mua bán và kinh doanh nhà ở. Từ đây, vụ án được chọn làm án lệ để nhận định quyền tài sản và phân chia di sản thừa kế.

## Tóm lược vụ án
Nguyễn Thanh T (gọi tắt: cụ T) xuất thân từ miền Nam, là một sĩ quan Quân đội nhân dân Việt Nam, tham gia cách mạng từ chống Pháp cho đến chống Mỹ. Thời kỳ đầu, ông lập gia đình với Lâm Thị C (gọi tắt: cụ C), có với nhau ba người con là Nguyễn Thị H (gọi tắt: bà H), Nguyễn Văn T1 (gọi tắt: ông T1), và Nguyễn Văn T2 (gọi tắt: ông T2). Sau Chiến tranh Đông Dương, ông tập kết ra miền Bắc, tham gia Chiến tranh Việt Nam cho đến khi giành thắng lợi, trở về quê nhà sau năm 1975. Lúc cụ T trở về, cụ C đã lấy chồng khác, sau đó cụ chung sống cùng Lê Thị T4 (gọi tắt: cụ T4) tại một căn nhà ở tầng hai, được cấp bởi Cục A, Quân khu 7 cho sĩ quan nghỉ hưu; hai người không có con chung. Cụ T4 có chồng cũng là nhà cách mạng, đã qua đời, có hai người con là Nguyễn Thị Kim L (gọi tắt: bà L) và Nguyễn Thanh H1 (gọi tắt: ông H1).
Những năm tiếp theo, các con ruột của cụ T lập gia đình, tách ra ở riêng, người con nuôi là bà L sống cùng cụ T4 và cụ T, lấy chồng là Nguyễn Phi H3 (gọi tắt: ông H3). Sau đó, cụ T4 và cụ T lần lượt qua đời. Trước khi mất, cụ T đã viết giấy ủy quyền, theo đó, ủy quyền cho con nuôi là bà L quản lý tất cả tài sản, chủ yếu là mảnh đất đang sinh sống của gia đình. Sau khi bố mẹ qua đời, bà L và chồng cùng quyết định giao nhà lại cho cơ quan của Quân khu 7 để tiến hành mua hóa giá nhà với những trợ cấp và ưu đãi cho thân nhân của quân nhân theo Nghị định số 61/CP ngày 5 tháng 7 năm 1994 của Chính phủ về mua bán và kinh doanh nhà ở (gọi tắt: Nghị định 61). Trong giai đoạn này, những người con ruột của cụ T đã yêu cầu thỏa thuận để thống nhất việc phân chia tài sản là di sản của bố. Bà L là người được cấp giấy chứng nhận quyền sở hữu nhà và quyền sử dụng đất.
Qua nhiều năm nhưng không giải quyết được, ngày 5 tháng 7 năm 2007, nguyên đơn Nguyễn Thị H đệ đơn khởi kiện bị đơn Nguyễn Thị Kim L, đơn kiện gửi Tòa án nhân dân Quận 3, Thành phố Hồ Chí Minh. Sau đó, trong diễn biến phức tạp của vụ án, nguyên đơn lần lượt gửi thêm các đơn kiện bổ sung vào ngày 28 tháng 8 năm 2008, đơn kiện ngày 15 tháng 1, 20 tháng 7 và 10 tháng 8 năm 2010. Trải qua hai lần sơ thẩm, hai lần phúc thẩm ở Tòa án nhân dân Quận 3, Thành phố Hồ Chí Minh, Tòa án nhân dân Thành phố Hồ Chí Minh rồi Tòa án nhân dân cấp cao tại Thành phố Hồ Chí Minh, vụ án được đưa ra giám đốc thẩm bởi Hội đồng Thẩm phán Tòa án nhân dân tối cao mới được nhận định quyết định và tiến hành sơ thẩm lại, kết thúc.

## Tranh tụng

### Nguyên đơn
Tại đơn khởi kiện và lời khai tại Tòa án, nguyên đơn là Nguyễn Thị H trình bày: bố mẹ nguyên đơn là Nguyễn Thanh T (chết năm 1995) và Lâm Thị C (chết ngày 25 tháng 1 năm 2011) có ba người con chung là nguyên đơn, Nguyễn Văn T1, và Nguyễn Văn T2. Cụ T tham gia cách mạng từ trước tháng 8 năm 1945 ở Bạc Liêu. Ngày 20 tháng 7 năm 1954, cụ T tập kết ra miền Bắc. Năm 1964, cụ C lấy chồng khác. Tháng 10 năm 1975, cụ T về công tác tại Cục A, Quân khu 7, Thành phố Hồ Chí Minh. Năm 1976, cụ T chung sống với Lê Thị T4 (không đăng ký kết hôn). Khoảng đầu năm 1976, cụ T được Quân đội cấp căn nhà số 63 (tầng 2) tại đường V, phường X, nay là nhà số 63 đường B, phường H, quận I, Thành phố Hồ Chí Minh. Ngày 16 tháng 4 năm 1981, Hội đồng nhà đất Quân khu 7 đã cấp chính thức căn nhà trên cho cụ T. Ngày 27 tháng 8 năm 1995, cụ T chết, không để lại di chúc.
| “                                                                                   | Nếu gia đình bà không còn khiếu nại thì nhà số 63 đường B sẽ được giải quyết cho bà L mua hóa giá; sau khi mua hóa giá xong thì sẽ trừ các khoản chi phí trong việc mua nhà của Nhà nước, giá trị còn lại của ngôi nhà sẽ do nội bộ chị em trong gia đình thỏa thuận chia; nếu không thống nhất được thì sẽ giải quyết theo pháp luật. | ” |
| —Thanh tra quốc phòng của Bộ tư lệnh Quân khu 7, họp giải quyết thỏa thuận các bên. | |   |

Bị đơn tức Nguyễn Thị Kim L là con riêng của cụ T4 đã đứng tên làm hợp đồng thuê căn nhà trên và xin mua hóa giá căn nhà trên theo Nghị định 61. Khi biết được việc làm này của bị đơn thì nguyên đơn đã có đơn khiếu nại. Ngày 5 tháng 7 năm 2001, Thanh tra Bộ tư lệnh Quân khu 7 đã họp giải quyết xung đột hai bên, tuy nhiên, sau khi mua hóa giá xong, bà L đã chiếm đoạt luôn căn nhà và cho Công ty trách nhiệm hữu hạn NV thuê, mà không trao đổi bàn bạc với bà và ông T1 để cùng thỏa thuận phân chia giá trị của ngôi nhà. Bà xác định nhà số 63 đường B được Nhà nước bán hóa giá với sự đãi ngộ của Đảng và Nhà nước cho cụ T, nên các con cụ T phải được hưởng. Bà đề nghị Tòa án buộc bà L phải chia cho các thừa kế của cụ T ½ giá trị nhà số 63 đường B, sau khi đã trừ tiền mua hóa giá ngôi nhà và các chi phí liên quan trong việc mua hóa giá nhà. Tại đơn bổ sung yêu cầu khởi kiện ngày 29 tháng 8 năm 2008, bà yêu cầu Tòa án chia nhà số 63 đường B theo pháp luật cho các thừa kế của cụ T bao gồm cụ T4, bà, ông T1, ông T2, bà L (nếu chứng minh được là con nuôi hợp pháp) và yêu cầu bà L hoàn trả tiền cho thuê nhà từ năm 1998 đến nay là khoảng 2,0 tỷ đồng.
Ngày 20 tháng 7 năm 2010, bà có đơn yêu cầu Tòa án xác định việc Cục A, Quân khu 7 ký hợp đồng bán nhà số 63 đường B cho bà L là không đúng pháp luật, đề nghị hủy hợp đồng mua bán nhà giữa Cục A, Quân khu 7 với vợ chồng bà L; công nhận các thừa kế của cụ T được quyền hưởng tiêu chuẩn của cụ T để được mua nhà số 63 đường B. Ngày 10 tháng 8 năm 2010, bà H có đơn rút lại yêu cầu này. Ngày 17 tháng 11 năm 2014, bà H có đơn yêu cầu chia tài sản chung là nhà số 63 đường B theo biên bản thỏa thuận của Thanh tra Bộ Quốc phòng, không yêu cầu chia số tiền mà bà L đã cho Công ty trách nhiệm hữu hạn NV thuê nhà số 63 đường B từ năm 2002 đến thời điểm này.

### Bị đơn
Bị đơn là Nguyễn Thị Kim L trình bày rằng: bố mẹ bà là Lê Thị T4 và Nguyễn Văn C2 (Trưởng Ban Tổ chức Trung ương Cục Miền Nam, hy sinh năm 1973). Năm 1975, bà và gia đình được Ban Tổ chức Trung ương cấp cho một phần căn nhà tại số 201/6 Y, nay là số 4/1 (có lúc ghi là số 204/1) đường HV, phường Đ, quận Gò Vấp, Thành phố Hồ Chí Minh. Sau khi cụ C2 mất, cụ T4 xây dựng gia đình với cụ T. Năm 1981, cụ T4 ốm, nên bà về tạm trú tại nhà số 63 đường B để nuôi mẹ bệnh. Năm 1982, cụ T4 chết. Khi đó cụ T bị bệnh, thường xuyên phải vào viện, nhưng không có người nhà chăm sóc (các con cụ T đã chuyển hộ khẩu và đi nơi khác sinh sống), nên bà ở lại nhà số 63 đường B để chăm sóc cụ T. Năm 1986, theo yêu cầu của cụ T, chị em bà đã làm thủ tục trả lại căn nhà số 4/1 đường HV để được nhập hộ khẩu vào căn nhà số 63 đường B. Năm 1993, cụ T lập giấy ủy quyền cho bà được trọn quyền giải quyết những việc có liên quan đến quyền lợi, nghĩa vụ và trách nhiệm đối với căn nhà số 63 đường B; cụ T viết rõ trong giấy ủy quyền là giấy ủy quyền có giá trị trong khi cụ còn sống và kể cả khi cụ chết.
Năm 1995, cụ T chết. Năm 2001, khi bà đứng tên làm thủ tục mua hóa giá nhà thì bà H và ông T1 có đơn khiếu nại. Bộ tư lệnh Quân khu 7 đã giải quyết bằng cách bác đơn khiếu nại của bà H, cho vợ chồng bà được mua hóa giá nhà, sau khi mua xong sẽ trừ số tiền mua hóa giá nhà, phần còn lại sẽ do chị em trong gia đình thỏa thuận; nếu không thỏa thuận được thì giải quyết theo pháp luật. Xuất phát từ tình cảm cá nhân và cùng là chị em, nên bà cũng có ý định là nếu bà H có đơn bãi nại và bà được xét giảm tiền mua nhà theo tiêu chuẩn của cụ T thì bà sẽ hỗ trợ cho các con ruột của cụ T. Vì vậy, bà cũng đồng ý với việc giải quyết của Bộ tư lệnh Quân khu 7, nhưng sau đó, bà H và ông T1 vẫn tiếp tục khiếu nại, nên bà không được mua giảm giá theo chế độ của cụ T mà mua theo chế độ con liệt sỹ với giá 606.311.587 đồng. Do bà nộp tiền một lần nên được giảm 10% tiền nhà và 20% tiền đất, tổng số tiền phải trả là 506.450.828 đồng. Như vậy, bà mua hóa giá nhà trên theo tiêu chuẩn của bà (tiêu chuẩn con liệt sỹ), không phải tiêu chuẩn của cụ T, nên nhà số 63 đường B nêu trên là tài sản riêng của vợ chồng bà.
Ngày 9 tháng 10 năm 2002, bà và chồng là Nguyễn Phi H3 (chết ngày 4 tháng 7 năm 2006) được cấp giấy chứng nhận quyền sở hữu nhà và quyền sử dụng đất nêu trên. Bà không chấp nhận yêu cầu khởi kiện của bà H. Sau khi mua hóa giá nhà, Nguyễn Thanh H1 (anh trai bà) đã sửa chữa nhà hết 400 triệu đồng (tương đương 80 lượng vàng). Nếu yêu cầu của bà H được chấp nhận thì phải trừ chi phí sửa nhà của ông H1 là 80 lượng vàng.

### Đương sự liên quan
Đương sự liên quan thứ nhất là Nguyễn Văn T1, tức anh trai nguyên đơn trình bày rằng: ông thống nhất với lời trình bày và yêu cầu của bà H. Hồ Thị H4 và các con Nguyễn Hồ Thanh C1, Nguyễn Hồ Hoàng Đ, Nguyễn Thị An T3, Nguyễn Thị Mỹ D, tức vợ con của em trai nguyên đơn cùng ủy quyền cho bà H giải quyết vụ án.
Đương sự liên quan thứ hai là Nguyễn Thanh H1, tức anh trai bị đơn trình bày rằng: ông có tên trong sổ hộ khẩu căn nhà số 63 đường B từ năm 1989. Khoảng năm 2004 ông và em gái đã sửa chữa, xây dựng thêm phía sau nhà, giá trị khoảng 400 triệu đồng. Theo ông, nhà này không phải di sản của cụ T. Trong trường hợp Tòa án chấp nhận yêu cầu của bà H, ông yêu cầu được lấy lại số tiền sửa chữa nhà tính theo giá vàng tại thời điểm năm 2004. Nếu Tòa án không chấp nhận yêu cầu của bà H thì ông không yêu cầu gì.
Đương sự liên quan thứ ba là Nguyễn Hoàng Minh M1, Hoàng Nguyễn Ngọc T7 (con của Nguyễn Phi H3 và bị đơn) trình bày rằng: anh, chị không có ý kiến, không yêu cầu, đề nghị Tòa án xét xử vắng mặt theo quy định pháp luật. Biên bản định giá nhà ngày 8 tháng 9 năm 2010 của Tòa án nhân dân Quận 3, Thành phố Hồ Chí Minh xác định giá trị nhà đất số 63 đường B là 33.993.333.920 đồng. Hồ sơ chiết tính tháng 10 năm 2010 của Công ty dịch vụ công ích Quận 3 thuộc Ủy ban nhân dân Quận 3, Thành phố Hồ Chí Minh xác định giá trị nhà ông H1 xây cất là 264.114.568 đồng.

## Xét xử

### Lần thứ nhất

#### Sơ thẩm
Ngày 28 tháng 4 năm 2009, tại trụ sở ở số 139 đường Nguyễn Đình Chiểu, Phường 6, Quận 3, Thành phố Hồ Chí Minh, phiên tòa sơ thẩm ra phán quyết được tổ chức, Tòa án nhân dân Quận 3, Thành phố Hồ Chí Minh quyết định: không chấp nhận yêu cầu của Nguyễn Thị H, Nguyễn Văn T1; và Nguyễn Thị C có Nguyễn Thị H là giám hộ đương nhiên; mẹ con Hồ Thị H4, các anh chị Nguyễn Hồ Thanh C1, Nguyễn Hồ Hoàng Đ, Nguyễn Thị An T3, Nguyễn Thị Mỹ D về việc phân chia di sản thừa kế đối với căn nhà 63 (tầng 2) đường B, phường H, quận I, Thành phố Hồ Chí Minh.

#### Phúc thẩm
Sau khi xét xử sơ thẩm, bà H và ông T1 có đơn kháng cáo. Ngày 14 tháng 8 năm 2009, tại số 131 đường Nam Kỳ Khởi Nghĩa, phường Bến Thành, Quận 1, Thành phố Hồ Chí Minh, phiên xét xử phúc thẩm diễn ra, Tòa án nhân dân Thành phố Hồ Chí Minh đã quyết định: hủy bản án dân sự sơ thẩm năm 2009 của Tòa án nhân dân Quận 3, Thành phố Hồ Chí Minh, giao hồ sơ cho Tòa án nhân dân Quận 3, Thành phố Hồ Chí Minh giải quyết lại theo trình tự sơ thẩm, với lý do rằng Tòa án cấp sơ thẩm không triệu tập vợ và con của Nguyễn Thanh H1; các thừa kế của Nguyễn Phi H3 (chết năm 2006) vào tham gia tố tụng là thiếu sót. Tòa án cấp sơ thẩm cần làm rõ quan hệ tranh chấp trong vụ án này.
Sau đó, Tòa án nhân dân Quận 3, Thành phố Hồ Chí Minh nhận lại vụ án, gửi thông rằng: do có đương sự ở nước ngoài là Nguyễn Hoàng Minh M1 và Hoàng Nguyễn Ngọc T7, tức các con của bị đơn, nên Tòa án đã chuyển hồ sơ vụ án cho Tòa án nhân dân Thành phố Hồ Chí Minh giải quyết theo thẩm quyền.

### Lần thứ hai

#### Sơ thẩm
Với những tình tiết mà Tòa án nhân dân Quận 3 gửi, Tòa án nhân dân Thành phố Hồ Chí Minh quyết định thụ lý vụ án. Gần năm năm sau, ngày 6 tháng 3 năm 2014, sau nhiều phiên xét xử, Tòa án nhân dân Thành phố Hồ Chí Minh ra quyết định sơ thẩm thứ hai của vụ án: Tòa chấp nhận một phần yêu cầu của nguyên đơn; buộc bị đơn có trách nhiệm giao lại cho Nguyễn Thị H, Nguyễn Văn T1 và các thừa kế của Nguyễn Văn T2 số tiền chênh lệch từ việc mua nhà hóa giá. Cụ thể như sau: nguyên đơn Nguyễn Thị H nhận 3.882.238.480 đồng, tỷ lệ 1/8; Nguyễn Văn T1 đồng thời nhận tỷ lệ 1/8. Các thừa kế của Nguyễn Văn T2 gồm: Nguyễn Hồ Thanh C1, Nguyễn Hồ Hoàng Đ, Nguyễn Thị An T3 và Nguyễn Thị Mỹ D nhận tổng tỷ lệ 1/8, mỗi người là 970.559.620 đồng, số tiền này tạm giao cho bà H quản lý, bà H có trách nhiệm giao lại cho các đồng thừa kế của ông T2.
Về phía bị đơn Nguyễn Thị Kim L được hưởng tổng cộng là 20.878.905.440 đồng, tỷ lệ 5/8. Không chấp nhận yêu cầu của bà L về việc yêu cầu xác nhận căn nhà trên thuộc quyền sở hữu của cá nhân bà. Tòa án cấp sơ thẩm còn quyết định về án phí, trách nhiệm do chậm thi hành án và quyền kháng cáo.

#### Phúc thẩm
Sau khi xét xử sơ thẩm, cả nguyên đơn Nguyễn Thị H, và bị đơn Nguyễn Thị Kim L đều có đơn kháng cáo. Ngày 21 tháng 8 năm 2015, tại trụ sở số 124 đường Nam Kỳ Khởi Nghĩa, phường Bến Thành, Quận 1, Thành phố Hồ Chí Minh, phiên phúc thẩm thứ hai ra phán quyết đã diễn ra. Tòa án nhân dân cấp cao tại Thành phố Hồ Chí Minh quyết định: không chấp nhận kháng cáo của nguyên đơn; chấp nhận kháng cáo của bị đơn; sửa bản án dân sự sơ thẩm nêu trên. Cụ thể như sau: xác định căn nhà số 63 (tầng 2) đường B, phường H, quận I, Thành phố Hồ Chí Minh là tài sản thuộc quyền sở hữu của vợ chồng bị đơn Nguyễn Thị Kim L và Nguyễn Phi H3, theo giấy chứng nhận quyền sở hữu nhà ở và quyền sử dụng đất do Ủy ban nhân dân Thành phố Hồ Chí Minh cấp năm 2002.
Toà không chấp nhận yêu cầu của Nguyễn Thị H, yêu cầu của Nguyễn Văn T1 và yêu cầu của các đương sự Nguyễn Hồ Thanh C1, Nguyễn Hồ Hoàng Đ, Nguyễn Thị An T3 và Nguyễn Thị Mỹ D yêu cầu được hưởng giá trị căn nhà số 63, đường B, cụ thể như sau: không chấp nhận yêu cầu của các đương sự liên quan đòi bị đơn phải chia số tiền 8.320.548.575 đồng.

### Kháng nghị

#### Chứng cứ
Ngày 18 tháng 10 năm 2015, bị đơn Nguyễn Thị H có đơn đề nghị xem xét bản án dân sự phúc thẩm nêu trên theo thủ tục giám đốc thẩm. Ngày 22 tháng 8 năm 2017, Viện trưởng Viện kiểm sát nhân dân tối cao Lê Minh Trí đã kháng nghị bản án dân sự phúc thẩm nêu trên và đề nghị Hội đồng Thẩm phán Tòa án nhân dân tối cao xét xử giám đốc thẩm theo hướng hủy bản án dân sự phúc thẩm thứ hai năm 2015 của Tòa án nhân dân cấp cao tại Thành phố Hồ Chí Minh và hủy bản án dân sự sơ thẩm thứ hai năm 2014 của Tòa án nhân dân Thành phố Hồ Chí Minh; giao hồ sơ vụ án cho Tòa án nhân dân Thành phố Hồ Chí Minh xét xử sơ thẩm lại theo đúng quy định của pháp luật. Quyết định kháng nghị đã đưa ra các nhận định về vụ án.
| “                                                                        | Tôi ủy quyền cho con tôi Nguyễn Thị Kim L thay mặt tôi khi còn sống và ủy quyền cho nó được trọn quyền giải quyết những việc có liên quan đến quyền lợi, nghĩa vụ và trách nhiệm đối với căn nhà được Quân khu 7 và Sở Nhà đất thành phố cấp cho (bao gồm tầng lầu và diện tích sàn phía dưới đất đã được phân chia giữa hai gia đình từ trước) khi không may tôi qua đời. | ” |
| —Nguyễn Thanh T, giấy ủy quyền cho con riêng của vợ là Nguyễn Thị Kim L. | |   |

Nguyễn Thanh T chung sống với Nguyễn Thị C, có ba người con chung, gồm Nguyễn Thị H, Nguyễn Văn T1 và Nguyễn Văn T2. Năm 1975, cụ T trở về miền Nam chung sống với Lê Thị T4, không có con chung. Cụ T4 có hai con riêng là Nguyễn Thị Kim L và Nguyễn Thanh H1. Tài sản hai bên đang tranh chấp là căn nhà tại số 63, Thành phố Hồ Chí Minh. Nguồn gốc căn nhà là do Bộ tư lệnh Quân khu 7 tiếp quản sử dụng từ sau ngày miền Nam giải phóng. Năm 1981, Quân khu 7 cấp giấy phép quyền sở hữu sử dụng cho Nguyễn Thanh T. Theo nội dung giấy phép thì việc cấp nhà cho cụ T là để tạo mọi điều kiện chỗ ăn, ở cho gia đình cán bộ, ổn định lâu dài và cấp do hoàn cảnh gia đình cán bộ không có nhà ở, thời điểm cấp thì bà H và ông T1 (con cụ T) sống chung với cụ T, có hộ khẩu thường trú tại căn nhà trên. Đến năm 1982, hai chị em bà L và ông H1 mới chuyển về sống cùng cụ T và được cụ T bảo lãnh nhập hộ khẩu về căn nhà trên. Ngày 9 tháng 6 năm 1993, cụ T lập giấy ủy quyền cho Nguyễn Thị Thanh L về việc quản lý tài sản, có sự chứng kiến của đại diện Tổ dân phố, đại diện Chi hội 7, Hội cựu chiến binh Phường H, Quận I; đại diện Công an phường xà xác nhận của Ủy ban nhân dân phường. Như vậy, đây là giấy ủy quyền cho bà L thay mặt cụ T khi còn sống cũng như khi cụ T qua đời để giải quyết những việc có liên quan đến căn nhà chứ không phải ủy quyền cho bà L toàn bộ căn nhà như nhận định của Tòa án cấp phúc thẩm.

#### Nhận định Viện kiểm sát
Ngày 27 tháng 8 năm 1995, cụ T chết, không để lại di chúc. Năm 1998, bà L có đơn gửi Hội đồng nhà đất Quân khu 7 xin mua hóa giá căn nhà trên theo Nghị định 61 thì bà H và ông T1 khiếu nại không đồng ý cho bà L mua nhà trên theo chế độ của cụ T. Tại biên bản giải quyết khiếu nại ngày năm 2001 của Thanh tra Bộ Quốc phòng, hai bên đã thỏa thuận thống nhất đồng ý để bà L đứng tên mua căn nhà 63 đường B; việc phân chia sau khi đã trừ đi những khoản chi phí nghĩa vụ đối với Nhà nước, giá trị còn lại do chị em bàn bạc thỏa thuận, nếu không được thì giải quyết theo pháp luật và tại biên bản giải quyết khiếu nại của Ủy ban nhân dân phường ngày 17 tháng 8 năm 2001, bà L cũng xác nhận đồng ý làm cam kết theo biên bản giải quyết của nếu trên. Đến ngày 2 tháng 10 năm 2001, Cục A, Quân khu 7 ký hợp đồng cho bà L thuê căn nhà trên. Sau đó, Hội đồng nhà đất Quân khu 7 làm thủ tục bán căn nhà trên cho bà L theo Nghị định 61. Ngày 9 tháng 10 năm 2002, bà L và chồng Nguyễn Phi H3 được cấp giấy chứng nhận quyền sở hữu nhà và quyền sử dụng đất. Như vậy, mặc dù trước khi chết, cụ T chưa làm thủ tục mua hóa giá nhà đối với căn nhà trên nhưng cụ T vẫn là người được Quân khu 7 xét cấp theo tiêu chuẩn của sĩ quan quân đội, là người có công với cách mạng và quyết định cấp nhà cho cụ T của Quân khu 7 chưa bị thu hồi. Đồng thời, theo quy định bán nhà thuộc sở hữu Nhà nước là đối với các nhà có tranh chấp, khiếu nại sẽ không giải quyết thủ tục bán nên phải sau khi có sự thống nhất, thỏa thuận giữa hai bên thì Quân khu 7 mới giải quyết cho bà L được đứng tên mua hóa giá nhà.
Mặt khác, ngày 8 tháng 12 năm 2008, Sở xây dựng Thành phố Hồ Chí Minh gửi công văn xác định: khi bán hóa giá nhà cho bà L là căn cứ vào quyết định năm 1981 của Quân khu 7 về việc cấp nhà cho cụ T, giấy xác nhận năm 1998 của Phòng quản lý đô thị quận G, xác nhận việc bà L trả nhà cho Nhà nước và biên bản năm 2001 họp giải quyết khiếu nại của Thanh tra Bộ Quốc phòng Quân khu 7. Vì vậy, có cơ sở để xác định đây là tài sản chung được thỏa thuận tại biên bản năm 2001 Nguyễn Thị Kim L và hai chị em Nguyễn Thị H, Nguyễn Văn T1, nên việc Tòa án cấp sơ thẩm nhận định đây là tranh chấp chia tài sản chung từ việc mua hóa giá nhà để chấp nhận yêu cầu khởi kiện của bà H là có căn cứ; tuy nhiên, khi xác định tỷ lệ phần giá trị để chia, lẽ ra cần phải trừ đi chi phí mua nhà sau đó mới chia nhưng Tòa án cấp sơ thẩm lại chia cho bà L được hưởng ½ giá trị căn nhà sau đó mới trừ đi chi phí mua nhà trong phần giá trị ½ còn lại rồi mới chia đều cho các đương sự trong đó có cả bà L là chưa chính xác. Còn Tòa án cấp phúc thẩm không xem xét những nội dung trên mà cho rằng cụ T đã lập giấy ủy quyền, ủy quyền cho bà L toàn bộ căn nhà trên và việc bà L phải trả lại căn nhà được cấp cho Nhà nước là do sự đánh đổi quyền lợi đang được hưởng để xác định căn nhà trên là tài sản thuộc quyền sở hữu của Nguyễn Thị Kim L và Nguyễn Phi H3 là không đúng, không đảm bảo quyền lợi của các con của cụ T.

## Giám đốc thẩm
Ngày 10 tháng 4 năm 2018, với yêu cầu kháng nghị của Viện trưởng Viện kiểm sát nhân dân tối cao, Hội đồng Thẩm phán tối cao đã mở phiên xét xử giám đốc thẩm tại trụ sở tòa ở số 48 đường Lý Thường Kiệt, quận Hoàn Kiếm, Hà Nội. Tại phiên tòa giám đốc thẩm, đại diện Viện kiểm sát nhân dân tối cao đề nghị Hội đồng Thẩm phán Tòa án nhân dân tối cao chấp nhận kháng nghị của Viện trưởng Viện kiểm sát nhân dân tối cao.

### Nhận định của Tòa án

#### Quyền thừa kế
Trong phiên giám đốc thẩm, Hội đồng xét xử có những nhận định về vụ án. Nguồn gốc căn nhà tranh chấp là do Bộ tư lệnh Quân khu 7 tiếp quản, sử dụng từ sau năm 1975. Năm 1981, Quân khu 7 cấp giấy phép quyền sở hữu sử dụng cho cụ T, nội dung như kháng nghị của Viện trưởng. Như vậy, cụ T là người có công với cách mạng, nên được Quân khu 7 xét cấp nhà số 63 đường B nêu trên theo tiêu chuẩn của sĩ quan quân đội. Đến thời điểm cụ T chết năm 1995, cụ chưa làm thủ tục mua hóa giá nhà đối với nhà số 63 nêu trên. Theo quy định tại Bộ luật Dân sự năm 1995, quyền thuê, mua hóa giá nhà của cụ T là quyền tài sản (trị giá được bằng tiền) và được chuyển giao cho các thừa kế của cụ T. Do đó, bà H và ông T1 được hưởng thừa kế quyền thuê, mua hóa giá nhà này.
Năm 1998, khi bà L có đơn gửi Hội đồng nhà đất Quân khu 7 xin mua hóa giá căn nhà trên theo Nghị định 61 thì bà H và ông T1 khiếu nại, không đồng ý cho bà L mua nhà trên theo chế độ của cụ T. Hai bên đã thỏa thuận thống nhất [như trên]. Năm 2001, Cục A, Quân khu 7 ký hợp đồng cho bà L thuê căn nhà trên, sau đó, Hội đồng nhà đất Quân khu 7 làm thủ tục bán căn nhà trên cho bà L theo Nghị định 61. Như vậy, việc bà L mua được căn nhà số 63 nêu trên là do có sự thống nhất, thỏa thuận giữa các bên thì Quân khu 7 mới giải quyết cho bà L được đứng tên mua hóa giá nhà. Do đó, có căn cứ xác định nhà tranh chấp là tài sản chung của các đương sự liên quan.

#### Đồng thuận Viện trưởng
Nhận định của Hội đồng Thẩm phán Tòa án nhân dân tối cao, Quyết định 05/2018/DS-GĐT.
Về giấy ủy quyền ngày năm 1993 của cụ T là giấy ủy quyền cho bà L thay mặt cụ T khi còn sống, đồng ý nhận định của Viện trưởng. Ngoài ra, theo bị đơn khai thì việc bà L nhập hộ khẩu vào nhà số 63 là do cụ T yêu cầu bà trả nhà số 4/1 đường HV, phường Đ, quận G, Thành phố Hồ Chí Minh do bà và gia đình được cấp theo chế độ liệt sỹ. Trong hồ sơ không có tài liệu nào thể hiện để được nhập hộ khẩu vào nhà số 63 đường B thì bà L phải trả nhà số 4/1 đường HV trên. Bà L trình bày bà mua căn nhà số 63 theo chế độ liệt sỹ chứ không phải theo chế độ của cụ T. Theo công văn của Sở Xây dựng Thành phố Hồ Chí Minh thì Hội đồng bán nhà ở Quân khu 7 khi lập thủ tục bán căn nhà trên không miễn giảm chính sách ưu đãi diện người có công với cách mạng cho cụ T, mà bán nhà dựa trên các tài liệu như đơn xin mua nhà ở thuộc sở hữu Nhà nước, sổ hộ khẩu của bà L, quyết định về cấp nhà cho cụ T, giấy xác nhận về việc bà L đã trả nhà 4/1 đường HV. Tòa án cấp sơ thẩm và phúc thẩm chưa xác minh làm rõ việc bà L được mua nhà theo chế độ ưu tiên nào, chế độ ưu tiên của cụ T hay chế độ con liệt sỹ của bà L là thiếu sót.

#### Nhận định khác
Khi giải quyết lại vụ án, Tòa án cấp sơ thẩm cần tiến hành thẩm định, định giá diện tích đất tranh chấp; tính toán sau khi trừ đi những chi phí bà L đã bỏ ra mua nhà và công sức của bà L, phần còn lại chia cho nguyên đơn và bị đơn, có tính đến giá thị trường để đảm bảo quyền lợi cho các bên theo quy định của pháp luật. Ngoài ra, trong quá trình sử dụng nhà, bà L và ông H1 đã đầu tư sửa chữa nhà, ông H1 có đơn yêu cầu Tòa án giải quyết trả lại chi phí sửa chữa nhà cho ông khoảng 400 triệu đồng, nên khi giải quyết lại Tòa án cấp sơ thẩm cần hướng dẫn cho ông H1 nộp tạm ứng án phí và giải quyết chung trong cùng vụ án.

### Quyết định
Từ những nhận định này, Hội đồng Thẩm phán Tòa án nhân dân tối cao ra quyết định: chấp nhận quyết định kháng nghị giám đốc thẩm của Viện trưởng Viện kiểm sát nhân dân tối cao; hủy bản án dân sự phúc thẩm năm 2015 của Tòa án nhân dân cấp cao tại Thành phố Hồ Chí Minh và hủy bản án dân sự sơ thẩm năm 2014 của Tòa án nhân dân Thành phố Hồ Chí Minh về vụ án tranh chấp chia tài sản chung về việc mua hóa giá nhà giữa nguyên đơn là Nguyễn Thị H với bị đơn là Nguyễn Thị Kim L và những người có quyền lợi, nghĩa vụ liên quan khác. Quyết định giao hồ sơ vụ án cho Tòa án nhân dân Thành phố Hồ Chí Minh xét xử sơ thẩm lại theo đúng quy định của pháp luật.